# The Simple Way
The Simple Way (буквально Простой Путь) — новомонашеская идейная община в Филадельфии, штат Пенсильвания, США. Основана в январе 1998 года Шейном Клайборном и пятью другими выпускниками Восточного Университета (англ. Eastern University), поселившимися в жилом блоке в Кенсингтоне (англ. Kensington). Они намеренно выбрали самый бедный район города, где не было местных церквей. Община не получала финансовой поддержки от миссионерских агентств. Участники The Simple Way насадили сад, открыли свой магазин, кормили голодающих. Когда было запрещено раздавать еду на улицах города, они сумели обойти этот запрет, раздавая освящённые продукты в процессе евхаристии, которые в этом случае юридически не считались пищевыми продуктами.
Автор-исполнитель Дэр Уильямс вступила в эту общину в 1999 году, провела благотворительный концерт в поддержку общины.
Тоби Джонс (Toby Jones) в своей книге «Путь Иисуса: реформирование духовных сообществ в постцерковную эпоху» (англ. The Way of Jesus: Re-Forming Spiritual Communities in a Post-Church Age) написал, что в The Simple Way воплощается «подлинный, хотя и человеческий, взгляд на то, как нужно жить на пути Иисуса». А Джон Авант (John Avant) в книге «Если бы Бог был на самом деле: путешествие в значимую веру» (англ. If God Were Real: A Journey into a Faith That Matters) назвал эту общину «довольно немыслимой группой».